# Арнулфо Аријас
Арнулфо Аријас Мадрид (шп. Arnulfo Arias; Пенономе, 15. август 1901 — Мајами, 10. август 1988) био је председник Панаме у три наврата.

## Мандати
- 1. октобар 1940 — 9. октобар 1941.
- 24. октобар 1949 — 9. мај 1951.
- 1. октобар — 11. октобар 1968.

Сва три мандата су окончана војним пучем.
Године 1980. основана је Арнулфистичка партија Панаме, њему за част, носи његово име. Његова удовица Миреја Москозо, такође члан те партије, 1999. изабрана је за председницу.